# 팬아메리칸 여자 야구 선수권 대회
팬아메리칸 여자 야구 선수권 대회(Pan American Women's Baseball Championship)는 WBSC 아메리카가 주관하는 국제 여자 야구 대회이다. 2019년 대회부터는 WBSC가 주관하는 여자 야구 월드컵 대회의 대륙별 예선을 겸한다.

## 역대 대회
| 연도 | 개최국          |            | 우승         | 준우승       | 3위 |
| ---- | --------------- | ---------- | ------------ | ------------ | --- |
| 2009 | 베네수엘라      | 베네수엘라 | 푸에르토리코 | 쿠바         |     |
| 2015 | 도미니카 공화국 | 미국       | 베네수엘라   | 푸에르토리코 |     |
| 2019 | 멕시코          | 미국       | 베네수엘라   | 캐나다       |     |
| 2022 | 베네수엘라      | 베네수엘라 | 푸에르토리코 | 멕시코       |     |